# Tessères d'Adrasthée
Adrasthea Tesserae
Pour les articles homonymes, voir Adrastée.
Les tessères d'Adrasthée (désignation internationale : Adrasthea Tesserae) sont un ensemble de terrains polygonaux situé sur Vénus dans le quadrangle de Bell Regio. Il a été nommé en référence à Adrastée, déesse grecque du droit.